# 香根芹属
香根芹属（学名：Osmorhiza）是伞形科下的一个属，为多年生草本植物。该属共有约11种，分布于东亚及北美。